# ヒーハイスト
ヒーハイスト株式会社は、埼玉県川越市に本社を置く円筒直動軸受専門メーカーである。THKが主力納入先である。

## 沿革
- 1962年 7月 - 神奈川県川崎市にヒーハイスト精工株式会社を設立。
- 1964年 9月 - 東京都板橋区に本社移転。
- 2001年 8月 - 埼玉県川越市芳野台に本社移転。
- 2004年 6月 - JASDAQ市場に上場。
- 2005年 9月 - 埼玉県川越市今福に本社・埼玉工場を新設。
- 2020年 7月 - ヒーハイスト株式会社に商号変更。

## 事業所
- 本社・埼玉工場 - 埼玉県川越市
- 秋田工場 - 秋田県秋田市